# Saleby
Saleby is een plaats in de gemeente Lidköping in het landschap Västergötland en de provincie Västra Götalands län in Zweden. De plaats heeft 213 inwoners (2005) en een oppervlakte van 48 hectare.